# Paradise (Nevada)
Pour les articles homonymes, voir Paradise.
Paradise est une ville non incorporée située dans le comté de Clark (État du Nevada) aux États-Unis, au sud-est de la ville de Las Vegas. 
La plus grande partie du Strip et l’aéroport international Harry-Reid sont situés sur son territoire. Elle a une population estimée à 223 167 habitants en 2010.
Son statut de ville non incorporée ne lui permet pas de bénéficier d’une administration autonome, et elle est gérée directement par une commission du comté de Clark.

## Démographie
| Groupe            | Paradise | Nevada | États-Unis |
| ----------------- | -------- | ------ | ---------- |
| Blancs            | 59,8     | 66,2   | 72,4       |
| Autres            | 14,6     | 12,0   | 6,2        |
| Asiatiques        | 9,5      | 7,2    | 4,8        |
| Afro-Américains   | 8,9      | 8,1    | 12,6       |
| Métis             | 5,5      | 4,7    | 2,9        |
| Océaniens         | 1,0      | 0,6    | 0,2        |
| Amérindiens       | 0,8      | 1,2    | 0,9        |
| Total             | 100      | 100    | 100        |
|                   |          |        |            |
| Latino-Américains | 31,2     | 26,5   | 16,7       |

Selon l'American Community Survey, pour la période 2011-2015, 63,13 % de la population âgée de plus de 5 ans déclare parler l'anglais à la maison, 25,37 % l'espagnol, 3,97 % le tagalog, 0,87 % une langue chinoise, 0,73 % une langue africaine, 0,66 % l'arabe, 0,64 % une langue polynésienne, 0,57 % le japonais et 4,07 % une autre langue.